# Salt Edge
Salt Edge — финансово-технологическая компания, предоставляющая решения в области открытого банкинга для финансовых учреждений и сторонних поставщиков.

## История
Компания Salt Edge была основана в 2013 году и имеет штаб-квартиру в Торонто, Канада. По состоянию на 2025 год компания работает в 44 странах и подключена к 4976 банкам по всему миру.
25 марта 2019 года Salt Edge была зарегистрирована Управлением по финансовому регулированию и надзору Великобритании (FCA) в качестве поставщика услуг по предоставлению информации о счетах в соответствии с PSD2. Компания также имеет сертификат ISO/IEC 27001 и соблюдает стандарт безопасности данных индустрии платежных карт (PCI DSS).

## Партнерства
24 октября 2019 года Salt Edge подписала соглашение с итальянской IT-компанией Exprivia Group. Целью партнерства было предоставление кредитным учреждениям инструментов, соответствующих требованиям PSD2, вступившего в силу 14 сентября 2019 года.
В 2023 году Salt Edge заключила соглашение о сотрудничестве с Endava, глобальным поставщиком услуг в области цифровой трансформации. Партнерство было направлено на расширение возможностей открытого банкинга для предприятий за счет интегрированных программных решений.
Salt Edge также заключила партнерское соглашение с SeaPay с целью содействия развитию открытых банковских услуг в Саудовской Аравии.